# 예술어
예술어(藝術語 영어: Artistic language)는 인공어 장르의 하나로서 국제어와 함께 인공어의 큰 두 갈래이다. 미적 즐거움을 위해 만들어지며 국제어 계통의 인공어와는 달리 문법의 불규칙성 등에서 자연어에 가깝다. 소설, 영화 등에서 설정의 일환으로 만들어지는 언어도 예술어에 든다. 대표적으로 톨킨이 창조한 엘프어 계열의 언어를 들 수 있다.

## 분류

### 가상언어(假想言語)
예술어 계열의 인공어가 가장 많이 속하는 그룹이다. 가상 언어는 소설,영화등 허구 세계의 설정에 현실감과 생동감을 불어넣기 위한 설정으로 만들어진다. 언어창작자는 가상언어를 설정하면서 가상언어가 쓰이는 세계 설정과 가상의 문화를 아울러 설정하는 일도 흔하다. 가상언어는 만드는 이가 누구냐에 따라 언어전문가의 손을 거쳐서 소설, 영화, 음악, 만화, 비디오 게임 등 상업적 목적을 위해 만들어지는 전문적 가상언어와, 인터넷을 기반으로 일반인이 창작하는 인터넷 기반 가상언어로 나눌 수 있다. 인터넷 기반 가상언어의 예로는 마크 로젠펠터의 웹사이트 Zompist.com 속 허구 세계 알메아의 베르두리아에서 쓰이는 베르두리아어가 있다.

### 대체 역사 인공어
대체 역사 인공어 또는 대안어(代案語, Alternative language)는 실존하는 자연어 및 그 역사를 바탕으로 역사적 가정과 추론을 통하여 예상되는 언어의 모습을 재구성해 내는 인공어를 말한다. 예를 들어 신라가 아니라 고구려나 백제가 주체가 되어 삼국통일을 이루었다면 한국어는 어떤 모습일까와 같은 가정 아래에서 창작자 스스로의 상상력을 바탕으로 재구성해내는 것이다. 이 장르의 인공어 가운데 가장 유명한 것은 영국에서 앵글로색슨족의 침입이전 라틴어가 쓰이던 시절의 언어가 계속 남아 쓰였다면 어떤 모습일까를 재구성한 브리터니그, 그리고 마찬가지로 로마 제국이 오늘날의 폴란드 지역을 점령하여 라틴어가 쓰였다면 어떤 모습일까를 바탕으로 한 베네딕이라는 두 언어를 만든 대체 역사 일 베티사드이다. 대체 역사 인공어는 고대어에 대한 지식과 역사언어학 지식, 논리적 개연성이 필요하기 때문에 난이도가 높은 장르에 속하며, 언어의 전반적인 모습을 살필 수 있는 언어자료가 남아 있지 않는 언어를 바탕으로 만들기는 매우 어렵다.

### 초소형국가어
극소형 국가어는 마이크로네이션의 언어이다. 극소형 국가의 건국자들은 국가정체성 확립 및 시민권 부여의 조건으로서 자국의 언어를 만들어 익히게 하고 행정업무나 우표 등에 이를 쓰기도 한다. 탈로사 왕국의 탈로사어가 대표적이다.

### 개인 인공어
개인이 자기 만족 때문에 스스로의 언어를 만드는 것은 개인 인공어이다. 개인 인공어의 창작 동기는 다양하며 창작자 자신의 웹사이트나 블로그, 또는 게시판 등지에서 이를 공개하기도 한다. 개인 인공어는 대개 만드는 사람 이외에 쓰는 사람이 없으며 창작자 스스로도 충분히 구사할만큼 다듬어지지 못한 경우가 많으나, 드물게는 매우 오랫동안 쓰이기도 한다.(일기 기록이나 시 창작 등)

### 실험어
어떤 인공어들은 특정한 사고 실험을 위하여 만들어진다. 대표적인 경우로, 사피어-워프 가설의 실현을 목적으로 만든 로지반이나, 인간 사고의 명료화를 목적으로 만든 보아보무 등이 있다.

## 같이 보기
- 인공어
- 난해한 프로그래밍 언어
- 국제어